# John Alagía
 John Alagía ist ein US-amerikanischer Musikproduzent, der als Musiker begann. Am bekanntesten ist er für seine Zusammenarbeit mit der Dave Matthews Band, Ben Folds Five und Lifehouse.

## Diskographie (ausschnittsweise)
- Ben Folds Five: Naked Baby Photos (1998)
- Blue Man Group: The Complex (2004)
- Dave Matthews Band: The Central Park Concert (2003), Busted Stuff (2002), Listener Supported (1999), Live in Chicago 12.19.98 (2001), Live at Folsom Field, Boulder, Colorado (2002), Remember Two Things (1993), Recently - EP (1994), Under the Table and Dreaming (1994), Crash (1996), Before These Crowded Streets (1998)
- Josh Kelley: For the Ride Home (2003)
- John Mayer: Room for Squares (2001), Any Given Thursday (2003), Your Body Is a Wonderland (2002), Why Georgia (2003), Continuum (2006)
- Jason Mraz: Waiting for My Rocket to Come (2003)
- Evermore: Dreams (2004), Real Life (2006)
- Lifehouse: Lifehouse (2005)
- Mandy Moore: Wild Hope (2007)
- Vertical Horizon: Running on Ice (1995), Live Stages (1997)
- Rachael Yamagata: Happenstance (2004), Float On
- Ben Lee: Ripe (2007)
- Liz Phair: Somebody's Miracle (2005)